# Plăiuț, Rahău
Plăiuț (în ucraineană Плаюць, Plaiuț) este un sat în comuna Apșița Veche din raionul Rahău, regiunea Transcarpatia, Ucraina.

## Demografie
Componența lingvistică a localității Plăiuț
     Română (79,02%)
     Ucraineană (20,63%)
     Alte limbi (0,34%)
Conform recensământului din 2001, majoritatea populației localității Plăiuț era vorbitoare de română (79,02%), existând în minoritate și vorbitori de ucraineană (20,63%).